# Clash in Paris
 (juillet 2025).
Motif : aucune source permettant de vérifier la notoriété
- Archive Wikiwix
- Bing
- Cairn
- DuckDuckGo
- E. Universalis
- Gallica
- Google
- G. Books
- G. News
- G. Scholar
- Persée
- Qwant
- (zh) Baidu
- (ru) Yandex
- (wd) trouver des œuvres sur Wikidata

| 1. | Préciser le motif de la pose du bandeau. | Précisez le motif de la pose du bandeau en utilisant la syntaxe suivante : {{admissibilité à vérifier\|date=août 2025\|motif=remplacez ce texte par le motif}}                      |
| 2. | Informer les utilisateurs concernés.     | Pensez à avertir le créateur de l'article, par exemple, en insérant le code ci-dessous sur sa page de discussion : {{subst:avertissement admissibilité à vérifier\|Clash in Paris}} |

Clash in Paris est un Premium Live Event de catch (lutte professionnelle) produit par la World Wrestling Entertainment, une fédération de catch américaine qui est télédiffusée et visible en paiement à la séance sur le WWE Network. L’événement aura lieu le 31 août 2025 à Paris La Défense Arena à Nanterre (France). Il s'agit de la troisième édition de WWE Clash (anciennement appelé Clash at the Castle) et la deuxième fois qu'un PLE est organisé en France après Backlash.

## Production
Clash est un Premium Live Event de catch (lutte professionnelle) 100% européen qui a connu ses deux premières éditions en 2022 à Cardiff
(Pays de Galles) et 2024 à Glasgow (Écosse),. 
Le 19 mars 2025, la compagnie annonce que la 3e édition du PLE se tiendra le 31 août à Paris La Défense Arena à Nanterre, en France.

## Contexte
Les spectacles de la World Wrestling Entertainment (WWE) sont constitués de matchs aux résultats prédéterminés par les scénaristes de la WWE. Ces rencontres sont justifiées par des storylines – une rivalité avec un catcheur, la plupart du temps – ou par des qualifications survenues dans les shows de la WWE telles que Raw et SmackDown. Tous les catcheurs possèdent un gimmick, c'est-à-dire qu'ils incarnent un personnage gentil (Face) ou méchant (Heel), qui évolue au fil des rencontres. Un événement comme Clash est donc un événement tournant pour les différentes storylines en cours,.

### Naomi (c) contre Stephanie Vaquer (annulé)
Le 13 juillet à Evolution, Stephanie Vaquer remporte la Women's Battle Royal et devient aspirante no 1 à une ceinture au PLE. À la fin de la soirée, Naomi redevient championne du monde, pour la troisième fois, en battant Iyo Sky et Rhea Ripley dans un Triple Threat match après avoir encaissé sa mallette Money in the Bank. Le lendemain à Raw, Jackie Redmond lui annonce qu'elle affrontera la championne du monde au PLE. Le 3 août à SummerSlam, Naomi conserve son titre en rebattant ses deux mêmes adversaires dans la même stipulation. Le 18 août à Raw, elle est contrainte d'abandonner la ceinture, car annonce être officiellement enceinte de son premier enfant, ce qui annule officiellement le match entre la catcheuse chilienne et elle pour la ceinture au PLE.

### John Cena contre Logan Paul
Le 2 août à SummerSlam, Drew McIntyre et Logan Paul battent RK-Roll (Randy Orton et Jelly Roll). Le lendemain soir, John Cena ne conserve pas son titre incontesté, battu par Cody Rhodes dans un Street Fight match. 5 soirs plus tard à SmackDown, l'influenceur mondial défie l'ancien 17 fois champion du monde dans un match au PLE, ce que ce dernier accepte.

### Seth Rollins (c) contre CM Punk contre LA Knight contre Jey Uso
Le 2 août à SummerSlam, CM Punk devient le nouveau champion du monde poids-lourds en battant Gunther et remporte le titre pour la première fois de sa carrière. Mais après le combat, il ne conserve pas sa ceinture, battu par Seth Rollins qui encaisse sa mallette sur lui. 2 soirs plus tard à Raw, le nouveau double champion du monde poids-lourds conserve son titre en battant LA Knight par disqualification, car se fait attaquer par l'ancien champion. La semaine suivante à Raw, les deux derniers catcheurs veulent tous deux un match revanche pour la ceinture, puis Paul Heyman leur propose d'affronter Bron Breakker et "Big" Bronson Reed en fin de soirée, ce qu'ils acceptent. À la fin de la soirée, ils battent leurs adversaires par disqualification, car The Visionary se venge de l'attaque subie la semaine passée, puis ses deux subordonnés et lui les agressent, jusqu'à ce que Jey Uso vole à leurs rescousses. Adam Pearce, le GM du show rouge, annonce officiellement un Fatal 4-Way match pour la ceinture au PLE.

### Sheamus contre Rusev
Le 26 mai à Raw, Rusev bat Akira Tozawa. Après la rencontre, il attaque son adversaire, mais Sheamus vole à la rescousse du catcheur japonais. 3 semaines plus tard à Raw, les deux catcheurs européens se retrouvent dans un Fatal 4-Way match au premier tour du tournoi King of the Ring, mais c'est Jey Uso qui remporte la stipulation en les battant, ainsi que "Big" Bronson Reed. Le 30 juin à Raw, le catcheur bulgare bat The Celtic Warrior.
21 soirs plus tard à Raw, le catcheur irlandais prend sa revanche sur son adversaire. Le 4 août à Raw, les deux combattants s'affrontent pour la troisième fois, mais leur combat se termine par un double décompte extérieur. 14 soirs plus tard à Raw, agacé par leurs bagarres, Adam Pearce annonce un Good'Ol Fashioned Donnybrook match entre les deux catcheurs au PLE.

### Roman Reigns contre "Big" Bronson Reed
Le 2 août à SummerSlam, Roman Reigns et Jey Uso battent "Big" Bronson Reed et Bron Breakker. 16 soirs plus tard à Raw, The OTC1 défie le premier catcheur ennemi dans un match au PLE. 2 jours plus tard, la rencontre entre les deux catcheurs au PLE est officialisé.

## Tableau des matchs
| Ordre par numéros | Match*                                                          | Stipulation(s)                                               |
| --- | --------------------------------------------------------------- | ------------------------------------------------------------ |
| 1 | John Cena contre Logan Paul                                     | Match simple                                                 |
| 2 | Seth Rollins (c) contre CM Punk contre LA Knight contre Jey Uso | Fatal 4-Way match pour le WWE World Heavyweight Championship |
| 3 | Sheamus contre Rusev                                            | Good Ol' Fashioned Donnybrook match                          |
| 4 | Roman Reigns contre "Big" Bronson Reed                          | Match simple                                                 |
| La lettre C placée entre parenthèses désigne la personne ou l’équipe championne en titre. * La carte peut être changée |                                                                 |                                                              |